# Atletisme als Jocs Olímpics d'estiu de 1900 - llançament de martell masculí
El llançament de martell masculí va ser una de les proves d'atletisme que es va dur a terme als Jocs Olímpics de París de 1900. Es va disputar el 16 de juliol de 1900 i hi prengueren part cinc llançadors representants de dues nacions.

## Medallistes
| Or            | Plata        | Bronze           |
| John Flanagan | Truxtun Hare | Josiah McCracken |

## Rècords
Aquests eren els rècords del món i olímpic que hi havia abans de la celebració dels Jocs Olímpics de 1900.
| Rècord del Món | 51,10(*) | John Flanagan(**) | Nova York (USA) | 23 de setembre de 1899 |
| Rècord Olímpic | cap      | cap               | cap             | cap                    |

(*) no oficial
(**) Flanagan representava el Regne de la Gran Bretanya i Irlanda abans de convertir-se en ciutadà nord-americà.
John Flanagan va establir el primer Rècord Olímpic d'aquesta prova amb 51,01 metres.

## Resultats
| Posició | Atleta           | Distància   |
| ------- | ---------------- | ----------- |
| Or      | John Flanagan    | 51,01 m     |
| Plata   | Truxtun Hare     | 46,26 m     |
| Bronze  | Josiah McCracken | 43,58 m     |
| 4       | Erik Lemming     | desconeguda |
| 5       | Karl Staaf       | desconeguda |